# Chieri Torino Volley Club
Il Chieri Torino Volley Club è stata una società pallavolistica femminile italiana con sede a Torino.

## Storia della società
La società Pallavolo Chieri è stata fondata nel 1976: nei suoi primi due decenni di vita partecipa a campionati di tipo locale e regionale, fino a raggiungere la Serie C; nella stagione 1998-99 ottiene la promozione in Serie B2 e nell'annata successiva, grazie al primo posto in classifica, conquista la promozione in Serie B1.
L'esordio nella pallavolo professionistica avviene nella stagione 2002-03, in Serie A2, grazie ad una nuova promozione conquistata nell'annata precedente; la squadra di Chieri, vincendo il campionato cadetto, viene promossa nel Serie A1.
Nella stagione 2003-04 fa quindi il suo esordio nel massimo campionato italiano, dove raggiunge il terzo posto in classifica generale venendo poi eliminata nei play-off scudetto dal Volley Modena; tuttavia tale risultato permette alla compagine piemontese di partecipare per la prima volta ad una competizione europea, ossia la Top Teams Cup 2004-05, vinta poi battendo in finale la squadra tedesca del Bayer 04 Leverkusen: in panchina sedeva Giovanni Guidetti e tra le atlete figuravano Logan Tom, Danielle Scott e Antonina Zetova.
Nell'estate 2005 la società cambia nome in Chieri Volley: i due successivi campionati si concludono per il club con un sesto posto in classifica generale ed il raggiungimento massimo della semifinale nei play-off. Dopo l'undicesimo posto nella stagione 2007-08, in quella 2008-09 la squadra si piazza al penultimo posto in classifica retrocedendo in Serie A2.
Il primo campionato disputato in serie cadetta si chiude al terzo posto, seguito poi dall'eliminazione in semifinale durante i play-off promozione; nella stagione successiva la squadra di Chieri chiude al secondo posto in classifica, ma riesce a vincere i play-off, battendo, in tre gare, il Volley Loreto Femminile, ritornano quindi in Serie A1.
La stagione del ritorno nella massima divisione vede confermata quasi interamente l'ossatura della squadra autrice della promozione: la permanenza in Serie A1 è assicurata grazie al penultimo posto in classifica. La stagione 2012-13 porta invece, oltre ad un nuovo assetto dei vertici societari, con lo spostamento della sede sociale a Torino ed il cambiamento del nome in Chieri Torino Volley Club, anche ad un rimaneggiamento totale della formazione, con l'acquisto di importanti giocatrici come Francesca Piccinini e Martina Guiggi. Dopo aver concluso la stagione regolare al sesto posto, viene eliminata ai quarti di finale dei play-off scudetto da Bergamo.
In estate la società acquisisce anche il Cuatto Volley Giaveno, ma viene esclusa dalla Serie A1 2013-14 in quanto non in possesso dei requisiti economici.

## Palmarès
- Top Teams Cup: 1

2004-05